# 조전혁
조전혁(趙全赫, 1960년 7월 14일 ~ )은 대한민국의 정치인이자 교수이며, 제18대 국회의원을 지냈다. 전남 광주 출생이다.

## 생애
광주 출생이며, 부산 동아고등학교에 입학하여  가야고등학교로 전학 후 졸업하였다.
 고려대학교 경제학과를 졸업하고, 미국 위스콘신 대학교에서 경제학 박사를 수료하였다. 1984년 2월 11일 입대하여 그 해 7월 20일까지 방위병으로 5개월 동안 근무하였으며, 이등병으로 소집해제하였다. 1993년 3월부터 인천대학교 경제학과 교수였으며, 2013년 9월부터 명지대학교 교양학부 교수로 재직중이다. 대한민국 제18대 총선에 출마하여 당선되었다. 2004년 ~ 2005년 조선일보, 동아일보 등 다수 언론의 객원논설위원, 컬럼리스트로 활동하였다. 2005년부터 뉴라이트 싱크넷 상임운영위원직을 수행하였고, 뉴라이트 정책위원회 위원을 맡기도 하는 등 뉴라이트 운동에도 앞장 섰다.특히, 교육분야에서 활동하였으며 뉴라이트 계열 교육단체인 자유주의교육운동연합의 상임대표를 역임하고, 현재 좋은학교 운동본부 이사장을 맡고 있다. 2007년~2008년 여의도연구원 부소장을 역임하였다. 2008년 4월 9일 제18대 국회의원 선거 인천 남동구을 의원(초선)에 당선되었다.

## 경력
- 한국경제학회 사무차장
- 1993년 3월 ~ 2013년 8월 인천대학교 경제학과 교수
- 2007년 10월 ~ 2008년 한나라당 여의도연구소 부소장
- 2008년 11월 ~ 2008년 3월 제17대 대통령직 인수위원회 자문위원
- 2008년 5월 ~ 2012년 5월 제18대 한나라당 국회의원
- 2013년 9월 명지대학교 교양학부 교수
- 2015년 새누리당 인천시당 남동구을 당원협의회 운영위원장
- 새누리당 인천시당 수석부위원장
- 2017년 2월 ~ 2017년 11월 바른정당 부산 사하구(갑) 당협위원장
- 2017년 ~ 2020년 : 자유한국당
- 2018년 9월 ~ 2020년 2월 : 인천대학교 경제학과 초빙교수
- 2019년 1월 ~ 2020년 9월 : 자유한국당 부산 해운대구(갑) 당협위원장
- 2019년 4월 ~ 2020년 4월 : 자유한국당 부산시당 21대 총선공약준비위원회 부위원장
- 2019년 4월 ~ 2020년 4월 : 자유한국당 부산시당 21대 총선공약준비위원회 직능분과
- 2020년 : 미래통합당
- 2020년 ~ 2021년 : 국민의힘
- 2021년 5월 ~ 2021년 6월 : 서울특별시 혁신·공정 교육위원회 혁신교육분과 위원
- 2021년 6월 ~ 2022년 1월 : 서울특별시 혁신공정교육위원회 위원장

## 전교조 명단 공개
2010년 4월 19일 조전혁은 '전국교직원노동조합(이하 전교조) 명단을 공개하지 말라고 판결했던 법원의 금지결정을 무시하고 자신의 홈페이지에 교조 단체(한국교총, 전교조, 한국교원, 자유교육연합, 대한교조) 등에 소속된 교원(유치원, 초등, 중, 고등학교, 특수학교 * 공립/사립 포함 등) 명단 22만명 (이하 전교조 6만명)가량 각 조합원의 재직 학교명과 실명, 담당교과 항목 등을 대중에 공개하였다. 그는 명단공개를 '국민의 알권리'라고 주장하고 있으나, 불법행위라는 비판이 일고있다. 전교조는 강력하게 반발하며 민사상 손해배상 청구와, 형사고발 등 법적 대응을 할 것이라고 밝혔으며, 민주당은 공식적으로 "위법행위"에 대한 책임을 묻겠다고 밝혔다. 또한, 일부 언론에서도 비판에 힘을 싣고 있다.
또한, 법원과, 교과부는 전교조 조합원의 명단을 수집하고 공개하는 것에 대한 요청등에서 "'국정감사 및 조사에 관한 법률'등에 근거하여 군사나 외교등 국가기밀에 해당하는 경유가 아니면, 정보제출 요구에 응해야 한다"며 명단이 제출되는 것을 막아달라는 요청은 받아들여지지 않았다. 한편, 2009년에는 서울대 합격생이 많은 고교순위 등도 공개했다.
동아일보는 조전혁이 공개한 명단 자료를 토대로 동아닷컴 홈페이지에 공개하였다.
4월 27일 법원은 "명단 공개 강행시 하루 3천만원씩 전교조에 지급하라"고 판결하였다. 하지만 조전혁은 이에 불복하겠다고 밝히며 "법원이 명단 공개금지를 결정할 권한이 없다고 판단해 법원의 가처분 결정을 존중하지 않은 것이고 같은 논리로 재판부는 명단을 홈페이지에서 내리라고 할 권리가 없다"고 주장했다. 5월 3일 조전혁은 4일 이행강제금을 버틸 수 없고 귀족노조에 바칠 수 없다며 명단을 홈페이지에서 삭제했다. 한나라당 소속 의원 수십명은 법원의 판결에 집단적으로 반발하며 한나라당의 김효재 정두언, 정태근, 진수희, 차명진 의원과 김용갑 전 의원등 10여 명이 교원단체 명단을 홈페이지에 공개했다. 이는 입법부가 사법부의 권한을 정면으로 불복하는 것이며, 삼권 분립의 헌법정신에도 어긋나는 행위지만, 국민의 알권리 보장이라는 공익적 측면도 있다는 주장도 있다. 한편 조전혁을 돕기 위한 학부모 단체 및 시민단체들이 '조전혁 대책위'를 구성하여 ‘대한민국 교육살리기’ 문화콘서트를 열고 명단 공개의 정당성을 알리는 한편 조 의원 돕기 모금운동도 전개하기로 했다.
전교조가 조전혁에 대한 재산 가압류 신청 자격을 위임받은 후 압류를 집행하자 7월 13일, 조전혁은 전교조를 방문하여 지급해야 할 강제이행금 1억 5000만원 중 돼지저금통을 포함하여 481만 9520여원을 전달했다. 이 과정에서 조전혁은 돼지저금통에 있는 동전을 포함하여 돈이 얼마인지 세지 않고 와 전교조측이 "조 의원이 진정으로 강제이행금을 낼 생각이었다면 적어도 자신이 가지고 온 돈의 액수 정도는 알고 와야 하는 것 아니냐. 정치쇼라고 밖에는 생각할 수 없다"며 비판하자 조전혁은 "돼지 저금통은 시민들이 택배나 소포로 보내준 것" 이고 계좌를 막아 놔 직접 들고 오는 방법밖에 없었다”고 말했다. 또한“거래가 정지된 통장 6개에는 공적 재산도 있으며, 국회운영비 통장과 후원회 계좌는 공적 재산”이라며 “이는 명백히 국회의원 업무를 방해하는 행위다”고 밝히고 압류해제를 요청했다.
전교조는 "조 의원이 기자회견에서는 ‘돈을 마련하는 대로 보내주겠다’고 말했지만, 실제로는 간접강제를 막기 위한 이의신청, 권한쟁의심판 등 법률적인 대응을 해왔다"며 가압류 신청에 대한 불가피성을 주장했다. 조전혁이 지금한 돈은 시민들이 이행강제금에 보태쓰라고 보내준 돈이다. 하지만 정치인이 시민으로부터 받는 돈은 정치후원금인데, 이를 개인적인 용도로 사용하는 것은 정치자금법 위반이라는 지적이 일기도 했다.
이에 대해 중앙선거관리위원회도 "국회의원의 정치활동에 수반돼 발생한 이행강제금 지금을 위해 자금을 모금하는 것은 정치자금법 45조에 위반 될 것"이라는 해석을 내놓기도 했다. 이후 조전혁은 "정치자금법 위반이 맞는 것 같다"며 자신의 잘못을 시인하고 다음부터 조심하겠다고 밝혔다.
7월 29일 헌법재판소는 법원의 전교조 명단공개 금지 결정이 국회의원의 권한을 침해하지 않는다며 조전혁 의원이 제기한 권한쟁의심판을 전원 일치 의견으로 각하하였다. 2011년 2월 15일에는 명단공개금지 가처분 항고심에서도 전교조의 신청을 인용하여 하루 2천만원 씩의 이행강제금을 납부하라고 판결하였다. 이후 조전혁은 세비 등에 대한 압류를 취소해달라고 신청을 했으나 법원은 "이유 없다"며 모두 기각해 조전혁은 세비 전액과 정치후원금 및 사무실 운영비 계좌까지 모두 압류당하게 됐다.
한편, 전교조 소속 교사들이 조 전 의원을 상대로 낸 손해배상 소송은 2014년 7월 24일에 '조합원에게 1인당 10만원씩 모두 3억4000만원을 지급하라'고 판결한 원심이 대법원에서 확정되었다.

## 내로남불 사자성어로 조어(造語)
18대 국회의원으로 활동하면서 국회 교육과학기술위원회 회의장에서 안병만 당시 교육과학기술부 장관에게 ‘등록금 후불제’를 주장한 야당의 주장이 이미 여당이 주장했던 ‘취업후 상환법’과 사실상 같은 내용인데, 여당이 ‘취업후 상환법’을 주장할 때에는 반대하던 야당이 뒤늦게 ‘등록금 후불제’를 주장하는 자기모순을 비판하는 의미에서 "내가 하면 로맨스, 남이 하면 불륜'이라는 말을 '내로남불'이라는 말로 압축적으로 표현하여 사자성어의 반열에 올려놓았다.
사실이 아니다. 내로남불은 박희태가 1990년에 사용한 말이다.

## 조전혁 콘서트 논란
2010년 5월 전교조 명단 공개의 정당성을 홍보하는 콘서트가 계획되면서 "지방선거를 앞두고 정치색을 띄는 공연이 아니냐"는 논란이 일던 가운데 콘서트 출연진으로 거론된 연예인들에 대한 비판이 거세게 일기도 하였다. 출연이 예정됐던 연예인들중에 개그콘서트 개그맨들과, 애프터스쿨, 남궁옥분, 박혜경 등은 갑작스레 출연을 취소하였다. 이 때문에 행사는 대폭 축소되어 정두언이 노래를 부르며 15분만에 끝이났다. 이 과정에서 조전혁이 담배를 피우다가 바닥에 꽁초를 버린 것으로 보도되기도 하였다.

## 수도불소화 사업에 반대
2012년 당시에 새누리당 소속의 국회의원(인천 남동을)이었던 조전혁은, 자신이 의뢰했다는 여론조사를 들면서 수돗물에 불소를 넣으려는 인천시를 전면으로 비판하고 나섰다. 그러나, 자신이 했다는 여론조사의 적합성이나 의뢰한 기관을 적시하지는 못했다.

## 교육감 선거에 출마
2014년 교육감 선거에 "교육감에 당선되면 이념편향 문제로 갈등을 일으켰던 전교조의 계기수업을 전면 금지"하겠다면서 출마했고, 선거기간 중의 방송토론회에서는 전임 교육감이 도입한 혁신학교에 대해서 "일반 학교의 역차별을 가져왔다. 일반 학교는 화장실에 물이 새도 못 고친다. 혁신학교 프로그램을 재검토하고 프로그램별로 유지 여부를 결정하겠다"고 했으나, 진보계열의 후보에게 큰 득표차로 지고 말았다.
한편, 여러 학교에서 진행된 이른바 '애도수업'에 대해서도 "전교조는 국가적 재난인 세월호 참변을 악용한 계기수업"이라고 발언하여 논란의 중심에 서기도 했다.
선거 후에는 2010년 교원 명단 공개에 대한 법원 판결과 관련하여, 선거보전비용 12억여원을 압류 당하기도 했다.
선거 낙선 후에는 명지대학교로 돌아가서 교수로 다시 재직하고 있다.

## 저서
- 《바보야 문제는 교육이야》말과창조사, 2014년
- 《전교조 없는 세상에 살고 싶다》기파랑, 2006년

그는 선진화의 오적으로 전교조를 손꼽고, 그들의 학습자료가 종북이념에 경도되었음을 주장했고, 소위 '통일캠프'가 학생들에 대한 의식화 교육의 장이라고 주장했다.
- 《경제학으로 세상 바로보기》해남, 2006
- 《교육제도의 위헌적 요소들에 대한 비판적 검토-한국의 시장경제 무엇이 문제인가》한국경제연구원, 2006년[39]

## 같이 보기
- 대한민국의 뉴라이트

## 역대 선거 결과
|  | 30.64% |

|  | 26.11% |

|  | 41.82% |

|  | 23.49% |

|  | 45.93% |

## 같이 보기
- 남동구 을
- 인천 남동구의 국회의원